# Oui FM
Pour les articles homonymes, voir Oui.
Oui FM ou Oüi FM est une station de radio nationale en France faisant partie des groupements Les Indés Radios et SIRTI. Elle diffuse sur la bande FM notamment du rock et de la musique pop, en émettant depuis Paris avec 27 fréquences et est présente à Marseille et Nice sur le réserau numérique RNT. Depuis son lancement la station est détenue par le groupe Virgin de Richard Branson, avec Emmanuel Rials comme Président. Jusqu'en 2008, elle est détenue par la holding AWPG de l'animateur-producteur Arthur puis est revendue en 2019, au Groupe 1981 appartenant à l'homme d'affaires Jean-Éric Valli.
OUI FM peut également être écoutée à partir du site Internet de la station ainsi qu'en France, par l'offre satellitaire Canalsat et sur les Bbox, Freebox, DartyBox et des réseaux du groupe Numericable-SFR ainsi que sur les smartphones, avec l'application dédiée. En Suisse, la station est diffusée en DVB-C par UPC. La station crée en complément sur Internet, de nombreuses déclinaisons de webradios.

## Historique

### Débuts
La station OUI FM ou OÜI FM voit le jour à l'automne 1986, mutation de Ça bouge dans ma tête, la radio de SOS Racisme,, après une brouille avec l'association. Elle est lancée par Pierre Raiman, Philippe Mazière, Bertrand Jullien, Éric Mettout et Agnès Bonnet. La programmation de la station est à l'origine plutôt underground. Sa programmation musicale résolument rock est complétée de sujets sur la littérature, le cinéma, la peinture ou la photographie. OUI FM est l'une des premières stations FM à utiliser la programmation assistée par un ordinateur, baptisée Régis, une aide à la direction des programmes, mais aussi à la diffusion. Parmi les premiers journalistes on peut citer, Emmanuelle Debaussart, Nicolas Saada ou Rémi Bouton.

### Polygram
En 1991, la station est rachetée par Polygram qui dans un premier temps, envisage de reprendre le concept de la radio FM du sud francilien, KWFM. Après deux rencontres infructueuses avec Jean-Éric Henley (concepteur principal, Directeur des programmes et de la production de KWFM), c'est finalement Bruno Delport qui en prend la direction. La programmation des titres automatisée est abandonnée pour une diffusion plus classique avec des animateurs et des réalisateurs. Dans les années 1990, Maurice anime C'est la nuit de 1991 à 1994, Mélanie Bauer présente Ketchup et Marmelade, Kad et Olivier se rencontrent à la radio et conçoivent ensemble l'émission Rock'n Roll Circus qui les rendra célèbres.

### Virgin
En 1997, Virgin rachète une part du capital de Polygram, et la radio entre donc dans le giron de cette société. Durant cette période, Frédéric Martin anime pendant cinq ans Le Monde de monsieur Fred en soirée et DJ Zebra le Zebramix 100% bootlegs. En janvier 1998, la journaliste Pascale Clark prend les commandes de la matinale entre 7h30 et 10h.
En septembre 2006, le Conseil supérieur de l'audiovisuel (CSA) accepte que la station se renomme en Virgin Radio, à condition que le nouveau logo de la station se différencie de celui de la marque Virgin, que les émissions ne fassent pas référence aux produits Virgin et n'organisent pas d'opérations de parrainage avec ces mêmes produits.
Cependant, la situation évolue avec le droit d'exploitation de la marque « Virgin TV » et « Virgin Radio » par Lagardère SCA pour son pôle Lagardère Active pendant une période renouvelable de dix ans pour la France, l'Andorre, la Belgique, Monaco, et la Suisse.
Le CSA a ainsi autorisé Lagardère à rebaptiser Europe 2 en « Virgin Radio » et Europe 2 TV en « Virgin 17 ». Le changement a eu lieu le 1er janvier 2008, ce qui logiquement entraîne l'abandon de l'adoption de la marque Virgin Radio par OUI FM.

### Arthur
Après la cession de la marque « Virgin » à Lagardère SCA, Richard Branson, ne voyant plus d'intérêt à garder la station, la revend à Arthur en décembre 2008.
Arthur déclare alors vouloir « réveiller une belle endormie ». Une nouvelle équipe de direction est mise en place avec l'arrivée d'Emmanuel Rials, de Jean Isnard et de Bruno Witek. L'ancien directeur Michaël Gentile reste, lui, comme conseiller d'Arthur, tandis que le Directeur de la musique, Jean-Patrick Laurent, qui a contribué à relancer la radio avec Michaël Gentile à la reprise par Virgin, reste à son poste et continue de donner son identité musicale à OUI FM. L'équipe d'animation est également remaniée avec les départs de Sandrine Vendel, d'Adrien Viot, de Gibé et de Christophe Crénel, ce dernier arrête le Spoutnik pour rejoindre Le Mouv'.

#### Une grille remaniée et des nouveautés
Princesse Jade, ancienne complice d'Arthur sur Skyrock, Europe 1 et Europe 2, arrive le matin et Sacha s'occupe de la soirée avec une émission intitulée Le buzz du net. Le concept d'interaction entre Internet et la radio est développé. Ancien animateur sur Skyrock et Fun Radio, Bob présente OÜI Love MySpace, une émission interactive où des artistes indépendants provenant du site communautaire MySpace sont présentés au public. OÜI Love Deezer est également lancé.
Le 3 avril 2009, la rédaction est totalement supprimée, les journalistes et chroniqueurs comme Philippe Audoin ou Peter Fondu sont licenciés, les journaux, la revue de presse et les chroniques jeux vidéo ou bandes dessinées sont enlevées de la grille. Le matin, le Service après-vente des émissions d'Omar et Fred est diffusé, la matinale est renommée La Grande Chpougnette et remaniée avec l'arrivée de nouveaux animateurs et chroniqueurs autour de Josquin Wagner, ainsi la chronique cinéma est confiée à Paolo et le point circulation à Manuel depuis Lilichcoptère. L'après-midi des best of du Rock'n Roll Circus puis de la « Baston à la maison » sont diffusés pendant une heure durant deux mois.
En mai 2009, Arthur réussit à faire revenir à l'antenne l'animateur Maurice pour une libre antenne. Durant l'été 2009, L'Odyssée du rock présentée par Gilles Verlant, disparaît de la grille après plus de huit ans à l'antenne. Cette même année, Nicolas Lespaule présente Ouï Love le Bus puis Saturday Night by Lespaule de septembre 2012 à janvier 2018.
À la rentrée 2011, Thomas Caussé et DJ Zebra font leur retour sur l'antenne de OUI FM. Ce dernier anime une émission de bootlegs chaque vendredi pendant deux heures tandis que Fabrice Brouwers arrive à la matinale.
La rentrée 2012 voit l'arrivée d'Arnold pour y animer Le Morning Rock tous les matins en semaine. En 2015, une nouvelle matinale intitulée Le Morning du Matin est mise en place avec Jérôme Quériaud et Caroline Chimot. Arnold quitte donc la station mais annonce son retour à la tête de la matinale de OUI FM dès la rentrée 2023.
En mars 2012, Philippe Manoeuvre fait son arrivée sur l'antenne de la radio. Il anime chaque semaine La discothèque rock idéale de mars à juin 2012 puis du 8 novembre 2015 au 3 janvier 2016. Il présentera aussi chaque jour l'Excessive Vinyle Session de septembre 2012 à décembre 2014.
Le membres du groupe Naive New Beaters animeront La Onda Radio Show tous les samedis de mars 2013 à janvier 2017. Du 18 mai au 19 juin 2015, Max propose une version 3.0 de sa célèbre libre antenne le Starsystem. En octobre de cette même année, Dom Kiris présente Littéralement Rock, une émission mêlant rock et littérature. Le 8 novembre 2016, l'animateur Maurice fait son retour sur OUI FM le temps d'une nuit pour couvrir l'élection présidentielle américaine en direct.
Après onze ans d'absence en radio, Arthur décide de reprendre le micro en présentant Radio Jack entre 8h et 10h dès le 2 mai 2017.
Dès la rentrée 2017, la radio se recentre sur sa programmation musicale et la plupart des émissions sont supprimées de la grille dont Bring The Noise qui fera néanmoins son retour en septembre 2020.

#### Développement, rachat et syndication
Arthur souhaite davantage développer OUI FM sur la bande FM. En 2009, il tente de racheter Parenthèse Radio qui possède un réseau national. Il n'obtiendra cependant pas l'agrément du CSA pour des questions de respect de convention. Un dossier est déposé pour obtenir des fréquences dans le cadre de la Radio numérique terrestre française (RNT) à Paris, Lyon et Nice. 
En septembre 2009, Arthur décide de racheter Nice Radio via AWPG. La demande de syndication avec OUI FM se verra refusée par le CSA. Arthur vendra finalement Nice Radio à Alexandre Tyunikov en décembre 2014.
Arthur rachète La Radio de la Mer en mars 2011 et étend la diffusion de OUI FM sur les côtes françaises via une syndication des programmes. Un programme local est alors proposé tous les jours sur « La Radio de la Mer programme OUI FM ». Le Conseil d'État décidera finalement d'annuler cette syndication en avril 2014. Un an plus tard, plus aucun programme local n'est proposé et les 8 fréquences de la radio sont abrogées. OUI FM sollicite toutes les fréquences qui ont fait l'objet d'un appel à candidature du CSA mais ne décrochera pas la fréquence des Sables-d’Olonne. En septembre 2018, OUI FM propose son programme national sur les fréquences de Dunkerque et de Boulogne-sur-Mer mettant alors un terme à La Radio de la Mer.
En septembre 2013, Arthur propose de fusionner OUI FM et Le Mouv. La radio du service public est alors en perte de vitesse et l'idée de la manœuvre est d'augmenter le nombre de fréquences autour d'un format commun. Une proposition qui ne sera pas du goût de Radio France. Joël Ronez, directeur du Mouv', déclare au quotidien Les Echos : « Le service public n’est pas à vendre ni à brader. Il n’est pas un réservoir de fréquences à destination des entreprises privées désireuses de progresser ».

### Groupe 1981
Le 18 avril 2019, le CSA autorise la vente de la radio au groupe 1981 de Jean-Éric Valli. Les salariés de OUI FM sont alors susceptibles d'être transférés vers d'autres radios appartenant à ce groupe,.

## Identité de la station

### Capitaux
Depuis 2019, OUI FM appartient au groupe 1981. La radio est détenue jusqu'alors par la holding AWPG d'Arthur ,, qui l'a lui même racheté au groupe Virgin de Richard Branson en 2008 pour 5 millions d’euros.

### Logos

Logo en 1987. Le tréma est plus nettement figuré sur le « I ».
Logo de 1991 à 2009[54], conçu par l'agence Bronx
Logo de 2009 à 2011
Logo de février 2011[54] à février 2014
Logo de février à mai 2014
Logo de mai 2014 à août 2014
Depuis août 2014

### Slogans
La radio a connu plusieurs slogans depuis sa création :
- 1987 : « Le son qui a du sens »[58]
- 1997 : « Plus libre, plus rock »
- 2011 : « La radio rock »
- 2012 : « Plus libre, plus rock »[59]
- 28 février 2014 : « Le rock a sa radio »[55]
- 2014 : « Faites du bien à vos oreilles », « La radio qui fait du bien à vos oreilles »
- 2016 : « #RockRadio » [60]
- Depuis le 15 janvier 2018 : « La Radio du Rock. »

### Voix off
- Jusqu'en 2015 : Marine Tuja[61]
- De 2015 à 2016 : Anne-Laure Bonet[62]
- De 2015 à 2017 : Emmanuel Curtil[62]
- Depuis septembre 2019 : Alexis Victor
- Depuis septembre 2024 : Margaux Rossi

## Collaborateurs de la station

### Historique
- Animateur historique de la station, Dom Kiris débute sur OUI FM en 1987[63].
- Maurice arrive sur OUI FM en 1991. Il quittera une première fois la station en 1994[7] pour revenir animer les soirées de la radio de 2009[17] à 2010[64].
- Bob Bellanca rejoint la station dès mars 2009 et y animera plusieurs émissions[65].
- À partir de juin 2009, l'humoriste Laurent Violet présente une chronique dans la matinale[66].
- Nicolas Lespaule fait son grand retour en radio en 2009 avec l'émission Ouï Love le Bus[19].
- Jérome Commandeur propose une chronique humoristique dans la matinale de la station entre septembre 2009 et juillet 2010[67].
- Alexis Trégarot présente l'émission Ouï love dimanche[68] dès novembre 2009[69] et Ouï rock politique à partir de mai 2011[70].
- Fabrice Brouwers rejoint la station à la rentrée 2011 pour y animer la matinale[21].
- Gérard Collard présente une chronique littéraire dès 2011[71].
- En mars 2012, Philippe Manoeuvre fait son arrivée sur l'antenne de la radio[24].
- Arnold rejoint la grille des programmes de OUI FM en 2012 pour y animer la matinale de la station durant plusieurs saisons[22].
- Les Naive New Beaters proposeront La Onda Radio Show tous les samedis[27] entre 2013 et 2017[28].
- Christophe Alévêque tient une chronique humoristique dans la matinale de la station dès le 20 janvier 2014[72].
- Norbert Krief, membre du groupe Trust, présente la chronique Solo Radio à partir de 2014[73].
- Alister et Mathieu Alterman proposent l'émission Bleu, Blanc, Schnock à partir de mars 2015[74].
- En 2015[29], Max arrive sur OUI FM le temps d'un mois pour animer sa célèbre libre antenne le Starsystem[30].

### Présidence
Le président de la radio est Emmanuel Rials depuis avril 2019[réf. nécessaire].

## Programmation

### Musique
OUI FM est une radio musicale spécialisée dans la musique rock et pop-rock. La radio s'est également tournée vers la soul, l'électro-pop et l'électro-rock durant certaines périodes de son existence. Elle propose une programmation musicale allant des années 1960 à aujourd'hui, misant aussi sur les dernières nouveautés.
OUI FM a été l'une des premières radios françaises à diffuser Nirvana. Le groupe britannique Muse, a lui été connu en France grâce à la station en 1999.
En octobre 2017, OUI FM est mise en demeure par le CSA du fait du non-respect, entre décembre 2016 et février 2017, des taux de diffusion de chanson d'expression française. Quelques mois plus tard, le 14 février 2018, le Conseil d'État français rejette la tentative de QPC amorcée par le SIRTI et OÜI FM à l'égard de la nouvelle réglementation sur les quotas radios. De nouveau, le 18 juillet 2018, le CSA français met en demeure OUI FM pour que la station respecte à l'avenir ses obligations en matière de chansons d'expression française.

### Bring The Noise

Ancien logo de l'émission.

Bring the Noise est une émission spécialisée dans l'alternatif rock. Elle est diffusée sur l'antenne de OUI FM depuis 2009 et a connu une pause entre 2017 et septembre 2020.
Lors de sa création, Bring The Noise succède alors à l'émission Guerilla Radio, référence à une musique de Rage Against the Machine. Le titre de l'émission est inspiré d'une collaboration du groupe de hip hop Public Enemy et du groupe de Thrash Metal Anthrax.
De 2011 à 2014, l'émission est déclinée le vendredi soir sous le nom de Bring The Noise - La Night et s'ouvre à la culture électronique.

### L'Odyssée du rock
L'Odyssée du rock était une émission diffusée sur OUI FM du 20 janvier 2001 à 2009. Présentée par Gilles Verlant accompagné de Thomas Caussé puis par Josquin Wagner, l'émission avait pour particularité de passer des classiques de groupes parfois peu connus, en racontant leurs histoires.

### Événementiel
- Les 6, 14 et 18 décembre 2010, OÜI FM organise la première édition du « Festival Bring The Noise »[86].
- Une deuxième édition du « Festival Bring The Noise » a lieu le 29 novembre ainsi que les 4 et 9 décembre 2011[87].
- La radio propose une troisième édition du « Festival Bring The Noise » en novembre et décembre 2012[88].
- Du 8 au 13 juillet 2013, OÜI FM et la Mairie de Paris organisent la troisième édition du festival « Soirs d'été »[89].
- En novembre et décembre 2013, OÜI FM propose la quatrième édition du « Festival Bring The Noise »[90].
- Le 28 novembre, 14 et 18 décembre 2014, la radio présente la dernière édition du « Festival Bring The Noise »[91].
- Du 23 au 25 juin 2015, la radio organise le « OÜI FM Festival » sur la place de la République à Paris[92].
- Le 4 avril 2016, OÜI FM remet les prix de la première édition des OÜI FM Rock Awards au Réservoir à Paris[93].
- Le 9 mars 2017, la station de radio dévoile les prix de la deuxième édition des OÜI FM Rock Awards en direct du Trianon à Paris[94].
- Du 24 au 26 mars 2017, OÜI FM a programmé un week-end spécial autour de Chuck Berry, mort le 18 mars 2017 dans sa quatre-vingt-dixième année[95].

## Diffusion

### Fréquences
| Ville                   | Département        | Région                        | Émetteur                                                  | Diffuseur | Puissance d'émission (PAR) | Année d'attribution |
| ----------------------- | ------------------ | ----------------------------- | --------------------------------------------------------- | --------- | -------------------------- | ------------------- |
| Alès                    | Gard               | Languedoc-Roussillon          | Montagne Saint-Germain Saint-Jean-du-Pin                  | Towercast | 500 W                      | 2010                |
| Auxerre                 | Yonne              | Bourgogne                     | Égriselles, rue des Huches Venoy                          | Towercast | 250 W                      | 2009                |
| Bagnols-sur-Cèze        | Gard               | Languedoc-Roussillon          | Les Masses Bagnols-sur-Cèze                               | TDF       | 200 W                      | 2010                |
| Beaune                  | Cote d'Or          | Bourgogne Franche-Comté. DAB+ | Beaune                                                    |           | 2 kW                       | 2021                |
| Brest                   | Finistère          | Bretagne                      | Place de Strasbourg Rue du Vercors Brest                  | TDF       | 1 kW                       | 2011                |
| Cannes                  | Alpes-Maritimes    | Provence-Alpes-Côte d'Azur    |                                                           |           |                            | 2019                |
| Châlons-en-Champagne    | Marne              | Champagne-Ardenne             | La Côte Mahout Chemin de Melette Châlons-en-Champagne     | TDF       | 500 W                      | 2010                |
| Chalon-sur-Saône        | Saône et Loire     | Bourgogne Franche-Comté. DAB+ | Bissey-sous-Cruchaud                                      |           | 6,5 kW                     | 2021                |
| Chamonix / Les Houches  | Haute-Savoie       | Rhône-Alpes                   | Les Mourroux Les Bois Prins Chamonix-Mont-Blanc           | Itas Tim  | 100 W                      | 2013                |
| Cherbourg-en-Cotentin   | Manche             | Basse-Normandie               | Immeuble Bélier Rue de Brie Cherbourg-Octeville           | Towercast | 500 W                      | 2011                |
| Colmar                  | Haut-Rhin          | Alsace                        | Port de Colmar 10, rue des Bonnes Gens Colmar             | TDF       | 1 kW                       | 2011                |
| Coulommiers             | Seine-et-Marne     | Île-de-France                 | Mouroux Les Parrichets Mouroux                            | TDF       | 1 kW                       | 2017                |
| Creil                   | Oise               | Picardie                      | La Fontaine aux Bergers Rue du Connétable Apremont        | TDF       | 2 kW                       | 2007                |
| Dijon                   | Côte d'Or          | Bourgogne Franche-Comté. DAB+ | Chenôve                                                   |           | 7,5 kW                     | 2021                |
| Dourdan                 | Essonne            | Île-de-France                 | lieudit Les Champs Noël chemin de l'Epine Blanche Dourdan | TDF       | 200 W                      | 2017                |
| Fecamp                  | Seine-Maritime     | Haute-Normandie               | Les Plantis Chemin Rural n°20 Senneville-sur-Fécamp       | TDF       | 500 W                      | 2011                |
| Granville               | Manche             | Basse-Normandie               | Château d'eau Saint-Michel-des-Loups Jullouville          | Towercast | 500 W                      | 2011                |
| Laval                   | Mayenne            | Pays de la Loire              | Tour des Fourches 20, place Pasteur Laval                 | Towercast | 1 kW                       | 2011                |
| Le Mans                 | Sarthe             | Pays de la Loire              | La Noé Route de Rouillon Rouillon                         | Towercast | 1 kW                       | 2011                |
| Lille                   | Nord               | RNT                           |                                                           |           |                            | 2018                |
| Lorient                 | Morbihan           | Bretagne                      | Kernours Kervignac                                        | TDF       | 1 kW                       | 2011                |
| Lyon                    | métropole de Lyon  | RNT                           |                                                           |           |                            | 2018                |
| Marseille               | Bouches-du-Rhône   | RNT                           |                                                           |           |                            |                     |
| Melun                   | Seine-et-Marne     | Île-de-France                 | 7, rue Claude Bernard Melun                               | Towercast | 1 kW                       | 2007                |
| Montélimar              | Drôme              | Rhône-Alpes                   | Notre-Dame de Montchamp Malataverne                       | Towercast | 1 kW                       | 2011                |
| Mulhouse                | Haut-Rhin          | RNT                           |                                                           |           |                            |                     |
| Nancy                   | Meurthe-et-Moselle | Lorraine Etendu, RNT          | Plateau de Malzeville                                     | TDF       | 10 kW                      | 2023                |
| Nice                    | Alpes-Maritimes    | RNT                           |                                                           |           |                            | 2014                |
| Paris et Île-de-France  | Paris              | Île-de-France                 | Tour Eiffel Paris                                         | TDF       | 4 kW                       | 1989                |
| Roanne                  | Loire              | Rhône-Alpes                   | Sainte-Agathe Cherier                                     | Towercast | 1 kW                       | 2011                |
| Saint-Lô                | Manche             | Basse-Normandie               | Château d'eau des Ronchettes Rue Louise Michel Saint-Lô   | TDF       | 1 kW                       | 2010                |
| Strasbourg              | Bas-Rhin           | Alsace                        | Tour de Chimie Rue Blaise Pascal Strasbourg               | Towercast | 1,5 kW                     | 2016                |
| Thionville              | Moselle            | Lorraine                      | Chemin de Chaudebourg Val Marie Thionville                | TDF       | 500 W                      | 2011                |
| Valognes - Saint-Joseph | Manche             | Basse-Normandie               | Route de la Bergerie ZA d'Armanville Valognes             | TDF       | 100 W                      | 2014                |
| Villefranche-sur-Saône  | Rhône              | Rhône-Alpes                   | Notre-Dame de Buisante Pommiers                           | Towercast | 200 W                      | 2011                |

### La Radio de la Mer

Premier logo de La Radio de la Mer programme OUI FM en 2011.

La Radio de la Mer est une ancienne station de radio proposant ses programmes sur les côtes françaises (Brest, Dunkerque, Boulogne-sur-Mer, Fécamp, Les Sables d'Olonne, Lorient, Le Havre et Cherbourg). Avant d'être la propriété du groupe Contact dès l'été 2009, la radio sera vendue en mars 2011 à Arthur via sa société AWPG.

Logo de La Radio de la Mer programme OUI FM dès 2014.

Le CSA autorise une reprise de La radio de la Mer et de ses 8 fréquences sous la forme d'une syndication des programmes. La station se présentant comme « La Radio de la Mer programme OUI FM », conserve son identité marine et propose un décrochage local en matinée.
En avril 2014, le Conseil d'État décide d'annuler la syndication entre OUI FM et La Radio de la Mer. En mars 2015, OUI FM ne propose plus aucun programme local et les 8 fréquences de la station sont toutes abrogées. OUI FM sollicite toutes les fréquences qui ont fait l'objet d'un appel à candidature du CSA. Elle n'obtient cependant pas la fréquence des Sables-d’Olonne, qui revient à RCA.
En septembre 2018, les autorisations de OUI FM à Dunkerque et à Boulogne-sur-Mer ont été validées par le CSA, pour une bascule sur son programme national, mettant fin à La Radio de la Mer.

### Autres diffusions
OUI FM est aussi disponible :
- Par Internet. Plusieurs webradios existent : OÜI FM Alternatif, OÜI FM Classic Rock, OÜI FM Rock Indé, OÜI FM Blues 'N' Rock et (anciennement) OÜI FM by Dj Zebra. En 2016 est créée la webradio Oüi Ganja (renommée Oüi FM Reggae en 2017) dédiée au reggae. Lancement simultané de deux webradios supplémentaires (OÜI FM Rock 60's et OÜI FM Rock 70's) en février 2017, l'objectif étant de proposer le meilleur de la musique des années 1960 et 1970[109]. Oüi FM lance par la suite les webradios Oüi FM Rock 80's et Oüi FM Rock 90's [110] et Oüi FM Rock 2000 [111], suivi par Oüi FM Summertime [112], à l'été 2017, Oui FM Génération Woodstock[113], à la rentrée 2017, Oüi FM Top of the Week[114], en novembre 2017 et Oüi FM Rock 'n' Food créée fin novembre 2017, à l'occasion du festival de l'alimentation[115].
- Sur smartphone via l'application « OUI FM ».
- Par le câble, le satellite (sur Canal)[116] et xDSL.

## Chiffre d'affaires
Chiffre d'affaires de Oui FM.
| Année                      | 2008 | 2009 | 2010 | 2011 | 2012 |
| -------------------------- | ---- | ---- | ---- | ---- | ---- |
| Chiffre d'affaires (en M€) | 3,8  | 4,6  | 4,5  | 5,3  | 4,8  |

## Audiences
| Année                                     | 2001  | … | 2008-2009 | 2009-2010 | 2010-2011 | 2011-2012 | 2012-2013 | 2013-2014 |
| ----------------------------------------- | ----- | - | --------- | --------- | --------- | --------- | --------- | --------- |
| AC en Île-de-France (de septembre à juin) | 4,4 % | … | 2,3 %     | 2,4 %     | 2,4 %     | 2,3 %     | 2,2 %     | 1,9 %     |

OUI FM atteint 2,2% d'audience cumulée en Ile-de-France pour la période couvrant mars à juin 2009, voyant un tiers de son audience partir en moins d'un an.
En novembre 2010, OUI FM est créditée d'une audience cumulée de 3,2 % en Île-de-France sur la période couvrant septembre à décembre 2010 contre 2,3% un an plus tôt sur la même période. Soit 308 000 auditeurs franciliens quotidiens. Selon les résultats intermédiaires de l'enquête 126 000 Radio Île-de-France de Médiamétrie, OUI FM s'impose comme l'une des stations locales les plus écoutées, devant Voltage, Radio Nova, Radio FG, et talonne Ado FM et Latina, créditées de 3,3 % d'audience cumulée. La radio rock souligne également qu'elle devance Virgin Radio, sa principale concurrente musicale, sur tous les critères, et qu'elle se rapproche de RTL2, à 3,5 %. Soulignant qu'elle est "en très grande forme", OUI FM indique également que, avec 19 000 auditeurs à l'écoute chaque instant, elle enregistre une progression de 90 % de son quart d'heure moyen sur une vague, soit 9 000 auditeurs supplémentaires. Sa part d'audience s'établit à 1,6 %, soit une progression de 77,8 % sur une vague, réalisant la 3e meilleure progression des musicales sur une vague. Sur ce critère, OUI FM devance Virgin Radio, Ado FM et Voltage.
En août 2011, l'audience de OUI FM a progressé de plus de 20 % par rapport au moment où Arthur a repris la radio. Cette hausse s'explique en grande partie par l'obtention de nombreuses nouvelles fréquences.
En Ile de France, la radio atteindra une audience cumulée de 1,9% entre septembre et décembre 2012.
En 2013, OUI FM verra ses audiences décliner passant de 2,5% en audience cumulée entre janvier et mars, à 2,2% d'avril à juin et de 2% entre septembre et décembre.
En 2014, la radio atteindra 1,8 % d'audience cumulée entre janvier et mars et 2,1 % de septembre à octobre.
En 2015, la station est créditée à 1,3% d'audience cumulée de janvier à mars, 1,6% pour la période d'avril à juin et 2,1% entre septembre et octobre.
En 2016, OUI FM comptabilise 1,6% d'audience cumulée entre janvier et mars, 1,5% pour la période couvrant avril à juin et 1,3% entre septembre et décembre.
En 2017, OUI FM va connaitre une érosion de ses audiences en Ile-de-France atteignant 1,3% d'audience cumulée de janvier à mars, 1,1% entre avril et juin et 1,8% de septembre à octobre 2017.
En 2018 la radio atteindra 2% en audience cumulée sur la période couvrant janvier à mars 2018 et 2,5% sur la période septembre à décembre en Ile-de-France, soit une progression de +0,8 point en un an selon Médiamétrie.
En 2020, l'audience de OUI FM atteint 1.8% d'audience cumulée pour la période comprise entre septembre et octobre en Ile-de-France. La radio voit son audience augmenter un an plus tard avec 2,5% d'audience cumulée pour la période allant septembre à octobre 2021.
En Ile-de-France toujours, la radio est créditée à 1,4% d'audience cumulée entre avril et juin 2022, 1,8% sur la période couvrant septembre à octobre et 1,6% entre de novembre à décembre de cette même année.
En 2023, la radio comptabilise en Île-de-France 1,5% d'audience cumulée entre janvier et mars, 1,6% d'avril à juin, 1,7% pour la période comprise de septembre à octobre et 2% de novembre à décembre.

## Remarques
- En 2008, OUI FM et l'agence de publicité Leg remportent le grand prix Stratégies de la publicité 2008 pour une campagne intitulée : « Le Rock est là pour changer votre vie. »
- En 2009, le constructeur de voiture Mazda sort la Mazda 2 OUI FM en série spéciale suréquipée pour la région parisienne, cette voiture aux couleurs de la radio (noir et rouge) bénéficie de la signature OUI FM sur les appuis-tête.
- En 2007, la radio fut particulièrement remarquée pour avoir reçu Doc Gynéco, s’étant énervé sur cette même interview, la vidéo de la querelle fut plus de 160 k vues et fut populaire pour son « j’vais te bouffer le c*l j’vais te lécher la ch*tte, Fais attention ! »[134].